# Casalzuigno
Casalzuigno är en ort och kommun i provinsen Varese i regionen Lombardiet i Italien. Kommunen hade 1 370 invånare (2018).